# Shahrestān di Aradan
Lo shahrestān di Aradan (in  farsi شهرستان آرادان) è uno degli 8 shahrestān della provincia di Semnan, il capoluogo è Aradan. Lo shahrestān è suddiviso in 2 circoscrizioni (bakhsh): 
- Centrale (بخش مرکزی), con la città di Aradan.
- Kohanabad (بخش کهن آباد), con la città di Kohanabad.